# Domenico Michiel

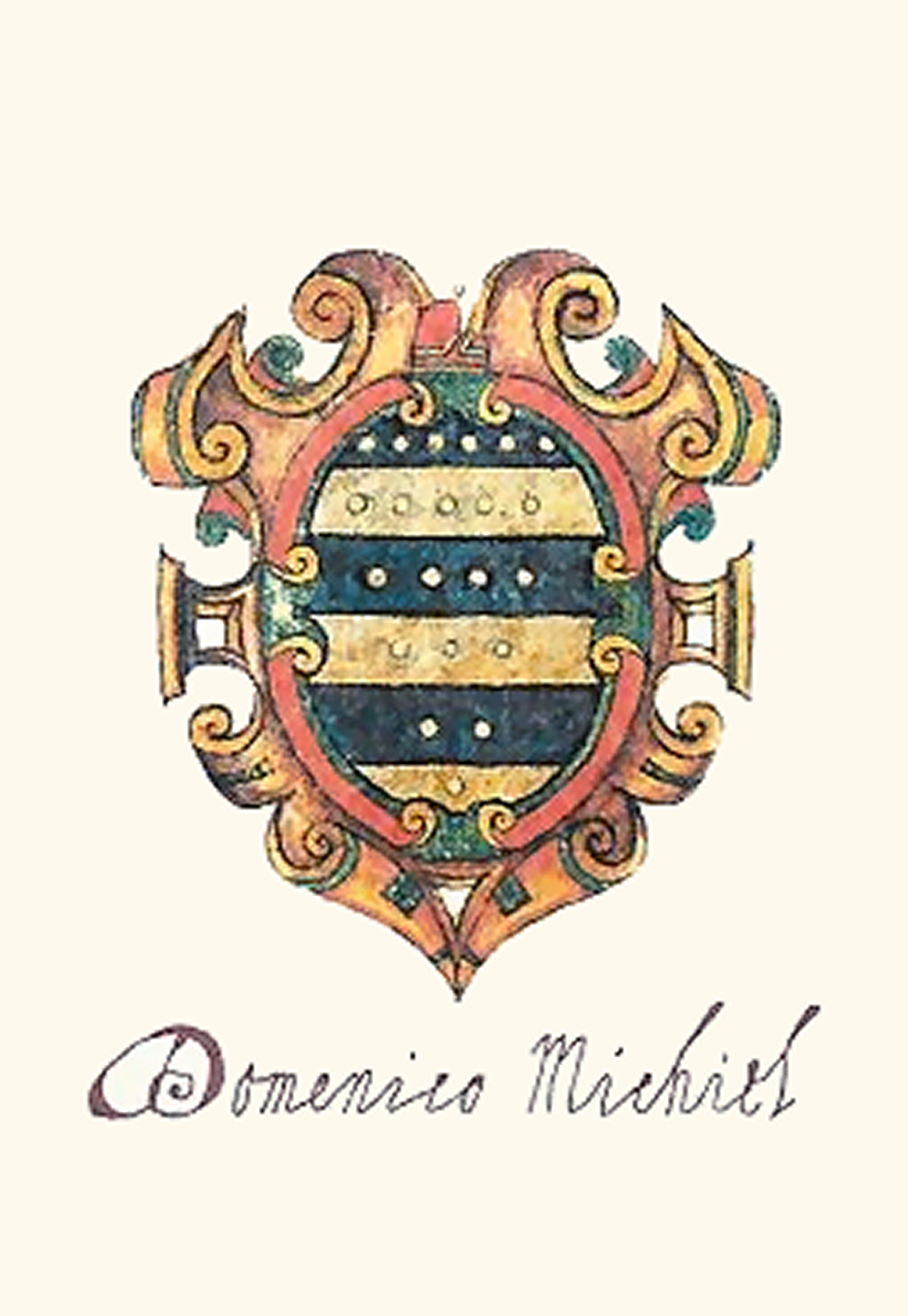
Blazonul dogelui Domenico Michiel

Domenico Michiel (sau Domenico Michele; n. secolul al XI-lea – d. 1129, Veneția, Republica Veneția) a fost un doge al Veneției între 1117 și 1130, provenind din familia Michiel.
A condus o campanie împotriva împăratului bizantin Ioan al II-lea Comnenul, ca urmare a refuzului acestuia de a reînnoi privilegiile acordate negustorilor venețieni de pe cuprinsul Imperiului. Campania a constat în asedierea insulei Corfu, însă, ca urmare a rezistenței locuitorilor, coroborată cu apelurile venite din partea cruciaților din Regatul Ierusalimului, flota venețiană, în frunte cu dogele însuși, a luat calea Siriei și a Palestinei, unde a contribuit decisiv la ocuparea fortărețelor Tir, Acra și Jaffa (Cruciada Venețiană). De asemenea, în anul 1123 a semnat „Pactum Warmundi” cu patriarhul de Ierusalim, Gormond de Picquigny, prin care, în schimbul sprijinului naval, negustorii venețieni primeau numeroase privilegii în Regatul Ierusalimului.
Pe drumul de întoarcere, armada venețiană a întreprins o incursiune devastatoare asupra insulelor din Marea Egee, aflate în posesia Bizanțului (Rodos, Chios, Samos, Lemnos etc.) și a Cefaloniei, obligându-l pe împăratul de la Constantinopol să satisfacă solicitările comerciale ale Veneției, a readus sub ascultare orașele răzvrătite de pe coasta dalmată (Zara, Spalato, Sibenico etc.), pentru a reveni în triumf la Veneția.
Inscripția de pe mormântul său specifică: terror Graecorum...et laus Venetorum.